# Thomas Ladzinski
Thomas Max Ladzinski (* 16. März 1989 in Dresden) ist ein deutscher Politiker (AfD). Er zog als Gewinner des Bundestagswahlkreises Dresden I in den 21. Deutschen Bundestag ein.

## Leben
Im Jahre 2008 legte Ladzinski sein Abitur am Hans-Erlwein-Gymnasium in Dresden ab. Von 2008 bis 2009 folgte der Grundwehrdienst beim Wachbataillon des BMVg in Berlin. Von 2010 bis 2014 folgte ein Duales Studium bei der Bundeswehr an der DHBW Mannheim, Studiengang: Bachelor für Maschinenbau, Fachrichtung Wehrtechnik. Von 2015 bis 2019 absolvierte er an der Technischen Universität Dresden sodann ein Fernstudium für Maschinenbau in der Fachrichtung: allgemeiner und konstruktiver Maschinenbau, der Abschluss erfolgte als Diplom-Ingenieur.
Seit 2010 hatte er verschiedene Funktionen beim Bundesamt für Ausrüstung, Information und Nutzung der Bundeswehr inne, zuletzt als Projektleiter im Bereich der Digitalisierung in Dresden. Von 2014 bis 2015 übte er eine Nebentätigkeit als Geschäftsführer des Effizienzhauszentrums Dresden aus.
Seit 2019 ist er im Aufsichtsrat verschiedener Energieversorgungs- und Infrastrukturunternehmen in Dresden und Ostsachsen tätig. Dazu zählt unter anderem die SachsenEnergie AG.
Ladzinski ist verheiratet und hat zwei Kinder.

### Politik
Von 2019 bis 2025 war Ladzinski Mitglied im Stadtbezirksbeirat von Leuben in Dresden. Seit 2019 ist er außerdem Stadtrat in Dresden (von 2021 bis 2025 als Fraktionsvorsitzender).